# Кіча Андрій Володимирович
Андрій Володимирович Кіча (народився 30 серпня 1980) — український хокейний арбітр, лайнсмен. Арбітр міжнародної категорії.
Кар'єра: розпочав судити у 1997 році. Обслуговував матчі чемпіонатів СЄХЛ, Білорусі, України. Міжнародна категорія лайнсмена з 2002 року.
У 2007 році як лайнсмен обслуговував матчі вищого дивізіону чемпіонату світу ІІХФ у Москві. Обслуговував матчі XXI зимових Олімпійських ігор 2010 у Ванкувері та чемпіонату світу 2010 у Німеччині.